# Neozoraida obsoleta
Neozoraida obsoleta är en insektsart som först beskrevs av Kirby 1891.  Neozoraida obsoleta ingår i släktet Neozoraida och familjen Derbidae. Inga underarter finns listade i Catalogue of Life.